# Collegiata di San Pietro
La collegiata di San Pietro (in fiammingo Sint-Pieterskerk, in francese collégiale Saint-Pierre) è la chiesa principale di Lovanio e uno dei massimi capolavori dello stile gotico brabantino, sviluppatosi direttamente dal gotico francese. Sorge sul centrale Grote Markt, la piazza del mercato grande. La collegiata di San Pietro venne iscritta nel 1999 fra i campanili di Belgio e Francia della Lista dei patrimoni dell'umanità dell'UNESCO.

## Storia e descrizione

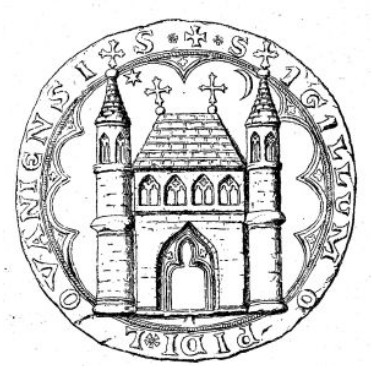
la facciata romanica in un sigillo del 1320.

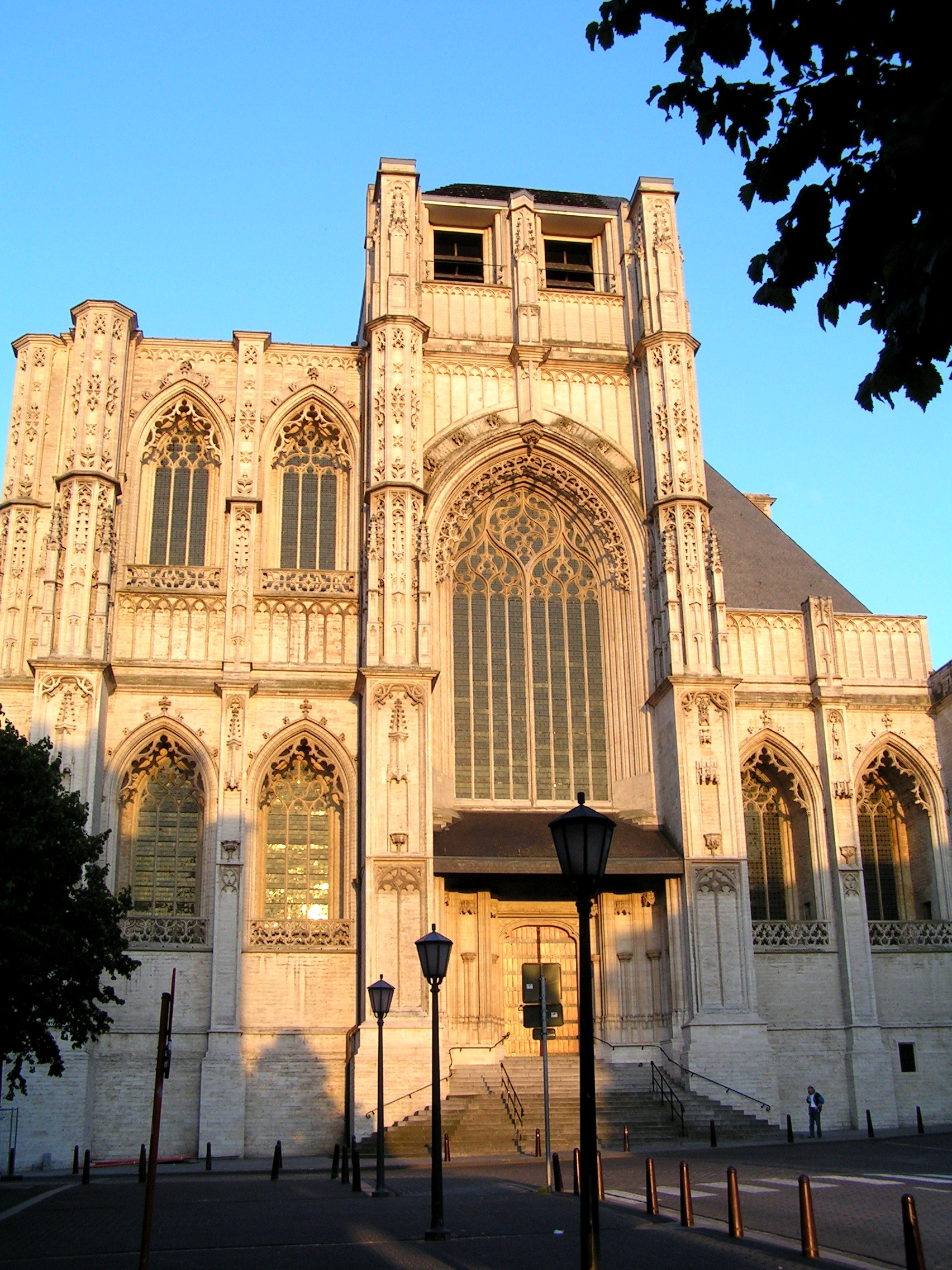
la facciata incompiuta del XVI secolo.

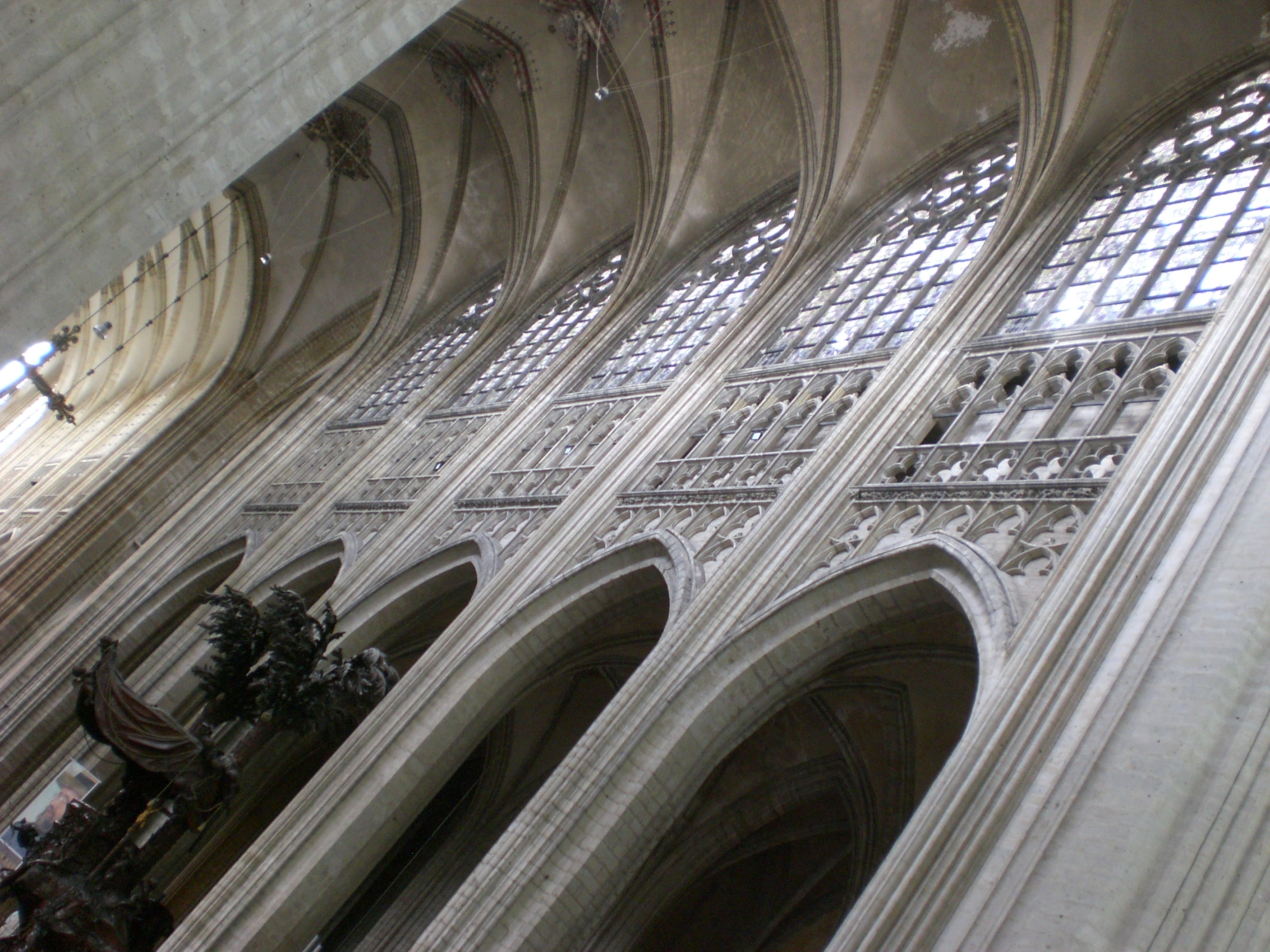
interno.

La prima chiesa su questo luogo fu eretta in legno intorno al 986. Distrutta da un incendio nel 1176 venne rimpiazzata da un edificio romanico in pietra con la facciata fiancheggiata da due rotonde torrette sul tipo della basilica di Nostra Signora a Maastricht; la sola parte restante di quest'edificio è la cripta, sotto al coro dell'attuale chiesa.
L'edificio odierno, ampiamente più vasto, venne iniziato nel 1425 in stile Gotico brabantino, che ne costituisce uno dei massimi capolavori, e terminato un po' più di mezzo secolo dopo; ciò connota la meravigliosa uniformità stilistica. Venne eretta a partire dal coro da Sulpitius van Vorst e continuata prima da Jan II Keldermans e poi da Matthijs de Layens.
Nel 1497 l'edificio si poteva definire pressoché terminato, salvo ovviamente la parte a ovest dove era in progetto la realizzazione di una facciata a torri. Infatti nel 1458 un incendio distrusse le torri romaniche e la facciata della precedente chiesa ancora rimaste, così si provvide subito alla sua ricostruzione. Poi nel 1503-05 Joost Metsys, fratello del più celebre pittore Quentin Metsys il Giovane presentò un nuovo ambizioso progetto per la facciata, con tre colossali torri sormontate da una guglia traforata di cui la centrale doveva raggiungere un'altezza di ben 170 metri, facendo di questo la struttura più alta al mondo in quell'epoca. Ma l'instabilità causata dal terreno frenò subito l'entusiasmo. La torre centrale fu eretta solo per un terzo dell'altezza prevista, prima del definitivo abbandono del progetto, avvenuto nel 1541. Inoltre, l'altezza venne ulteriormente ridotta a causa di un crollo avvenuto fra il 1570 e il 1604; ora la torre centrale non arriva che all'altezza del tetto della chiesa e quindi la facciata risulta ampiamente incompiuta.
Notevole è tutta la massa degli esterni, dal transetto sormontato dalla svettante flèche all'imponente parte absidale circondata da cappelle radiali e sostenuta da un volo di Archi rampanti. Elegantissimi tutti i trafori delle balaustre e delle innumerevoli polifore.
La chiesa subì vasti danni dalle due guerre mondiali. Nel 1914 un incendio causò il crollo del tetto, e nel 1944 una bomba distrusse una parte del lato nord. La ricostruzione del tetto vide la crociera sormontata da una flèche a sostituzione della settecentesca cupoletta, in quanto si ritenne fosse stilisticamente più in armonia col resto dell'edificio. Molto più tardi, nel 1998, venne aggiunto alla facciata sud il cosiddetto Jacquemart, un automa dorato che batte le ore a fianco dell'orologio.

## Interno
L'interno della collegiata, con pianta a croce latina, è diviso in tre navate da pilastri a fascio senza capitelli che si innestano direttamente sulle volte a crociera quadripartite, secondo il più puro stile Gotico brabantino, con triforio sostituito da una galleria cieca. 90 enormi polifore gotico fiammeggianti inondano l'ambiente di luce.
Nella navata centrale sorge lo sfarzoso pulpito con le Storie di San Norberto, mirabilmente scolpito in legno di quercia da Bergé nel 1742. 
Nell'ultimo pilastro destro della navata, all'angolo col transetto è la bella statua della Madonna in Trono, simbolo dell'Università Cattolica di Lovanio, andata distrutta dalla guerra e rifatta in copia all'opera originale del 1442 di Nicolaas de Bruyne. Lo stesso artista realizzò fra il 1438 e il 1442 i superbi stalli del coro ornati da preziose misericordie. 
Un delicato jubé gotico, sormontato da una Croce trionfale, separa la chiesa dal presbiterio. Venne disegnato e scolpito intorno al 1490 da Jan Borman.
Nel braccio destro del transetto è addossato alla parete il modellino in pietra del progetto per l'innalzamento delle torri sulla facciata, alto 8,25 m venne scolpito nel XV secolo da Gille Steurbout.

## Opere d'arte principali
Nonostante i danni subiti nelle guerre mondiali, la chiesa rimane ricca di opere d'arte, tanto che nel 1998 l'area del deambulatorio-cappelle radiali e del presbiterio furono trasformate in Museo; il Museum voor Kerkelijke Kunst.
- Testa lignea del Cristo, è l'opera più antica della Collegiata. Si tratta di un lavoro romanico del XII secolo, resto del Crocifisso andato perduto nella prima guerra mondiale.
- Trittico dell'Ultima Cena, capolavoro del tragico fiammingo Dirk Bouts che la dipinse fra il 1464 e il 1468 per la Confraternita del Santissimo Sacramento.
- Trittico del Martirio di Sant'Erasmo, magistrale opera fiamminga di Dirk Bouts realizzata nel 1465.
- Trittico della Deposizione è in realtà una copia del XV secolo eseguita dal Maestro del trittico di Edelheere dell'originale del grande pittore fiammingo Rogier van der Weyden.
- Tabernacolo a torre esagonale di 12,5 metri d'altezza. In lingua locale fiamminga "Sacramentstoren" è un'opera del 1450 realizzata dall'architetto Matthijs de Layens.
- Tombe dei Duchi di Brabante con statue giacenti. Quella di Enrico I morto nel 1235, e quella doppia di sua moglie Matilde di Fiandra, figlia di Matteo delle Fiandre morta nel 1211; e di sua figlia Marie morta nel 1260.

## Dimensioni
| Lunghezza esterna: 92,50 metri |
| Altezza delle volte: 27 metri  |
| Larghezza totale: 25 metri     |

## Galleria d'immagini

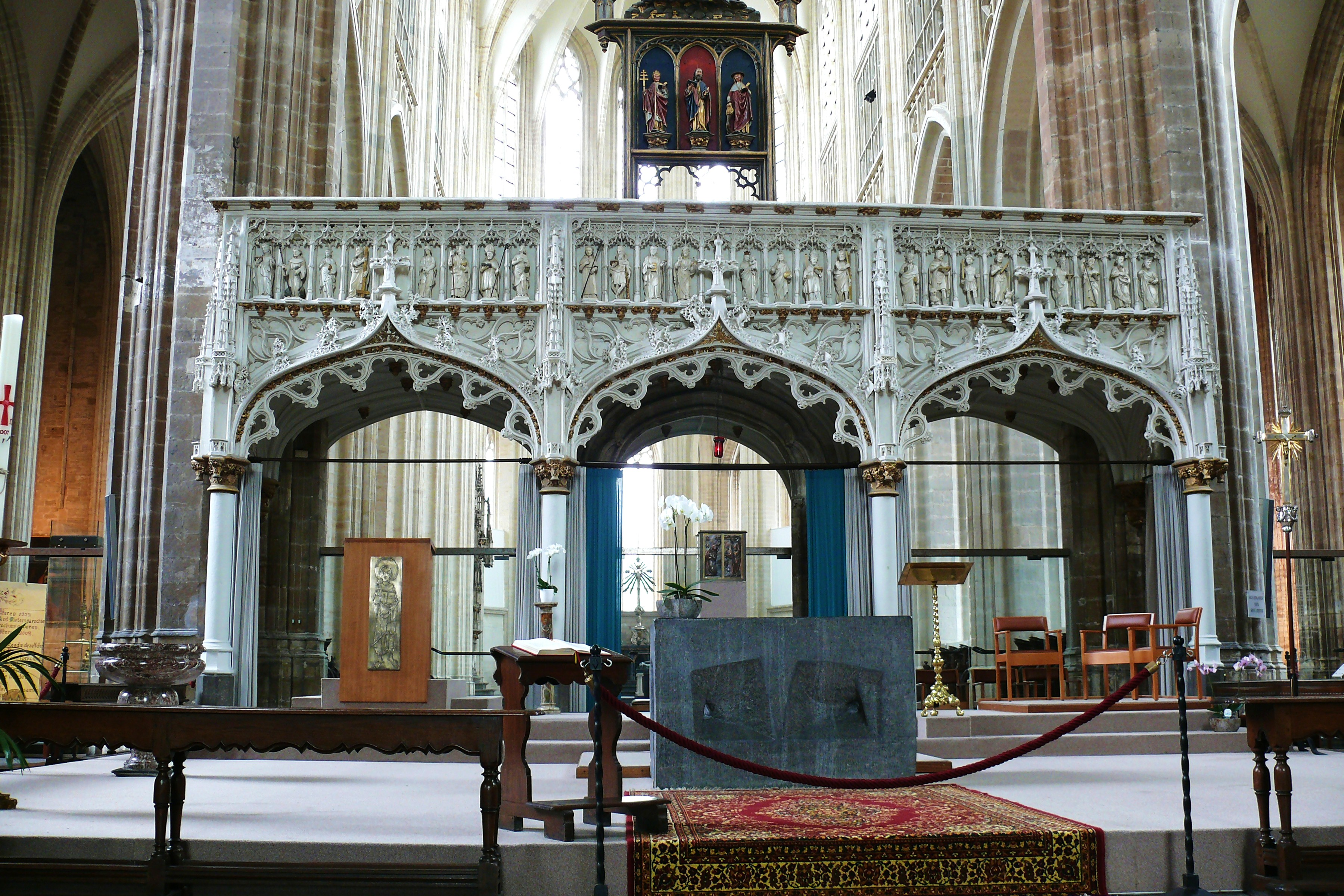
il prezioso Tramezzo gotico.
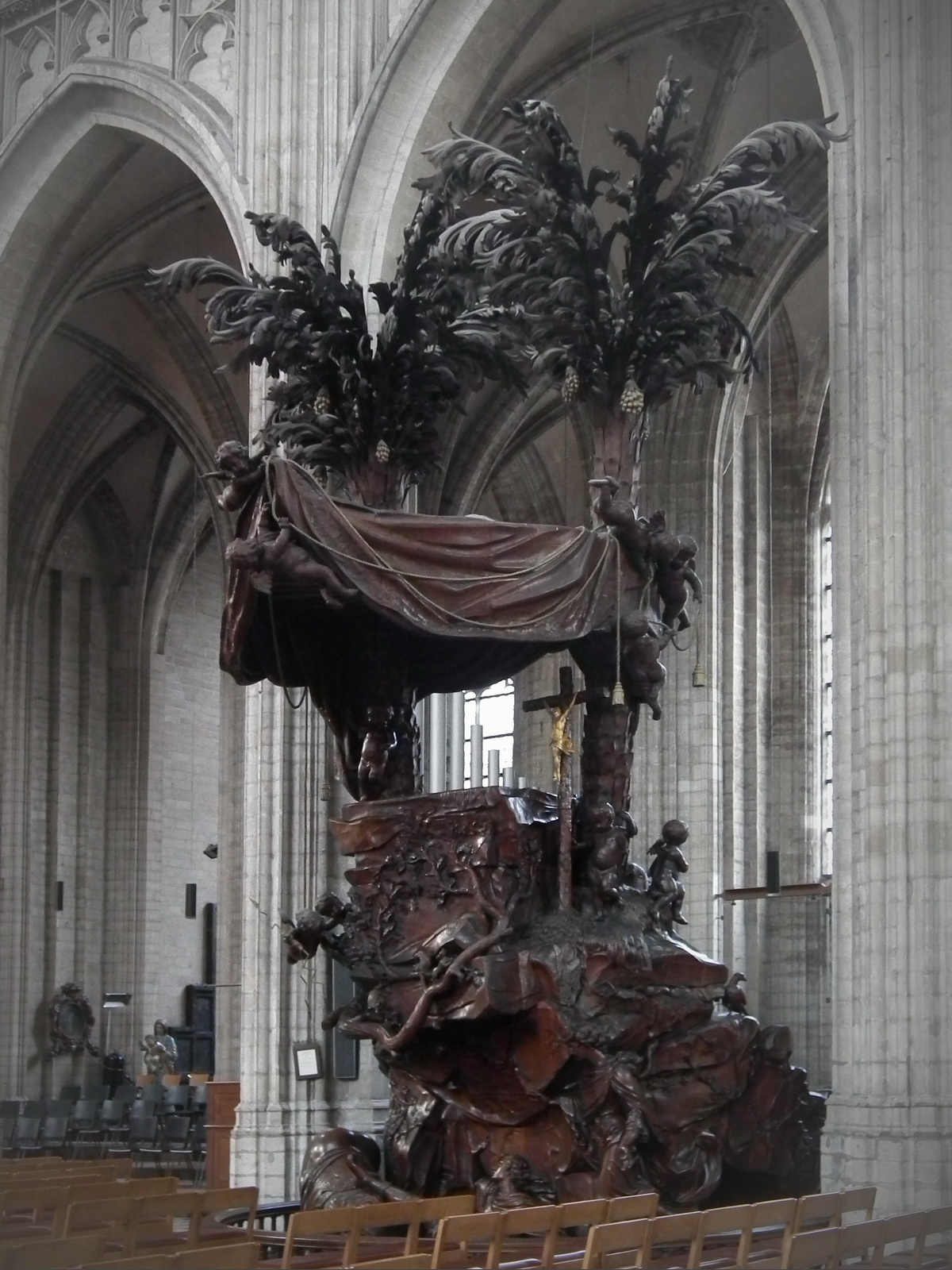
lo sfarzoso Pulpito con le Storie di San Norberto, Bergé, 1742.
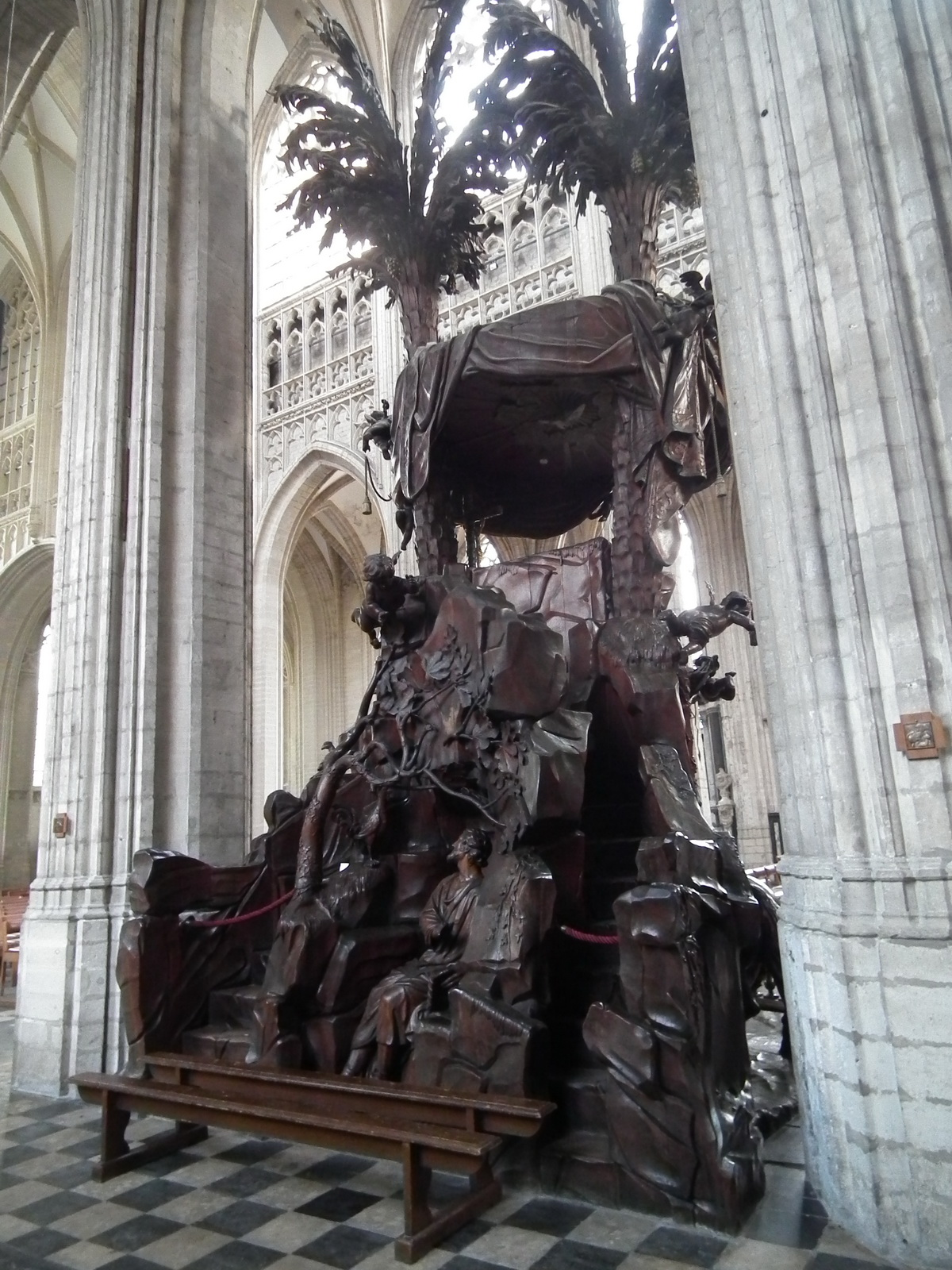
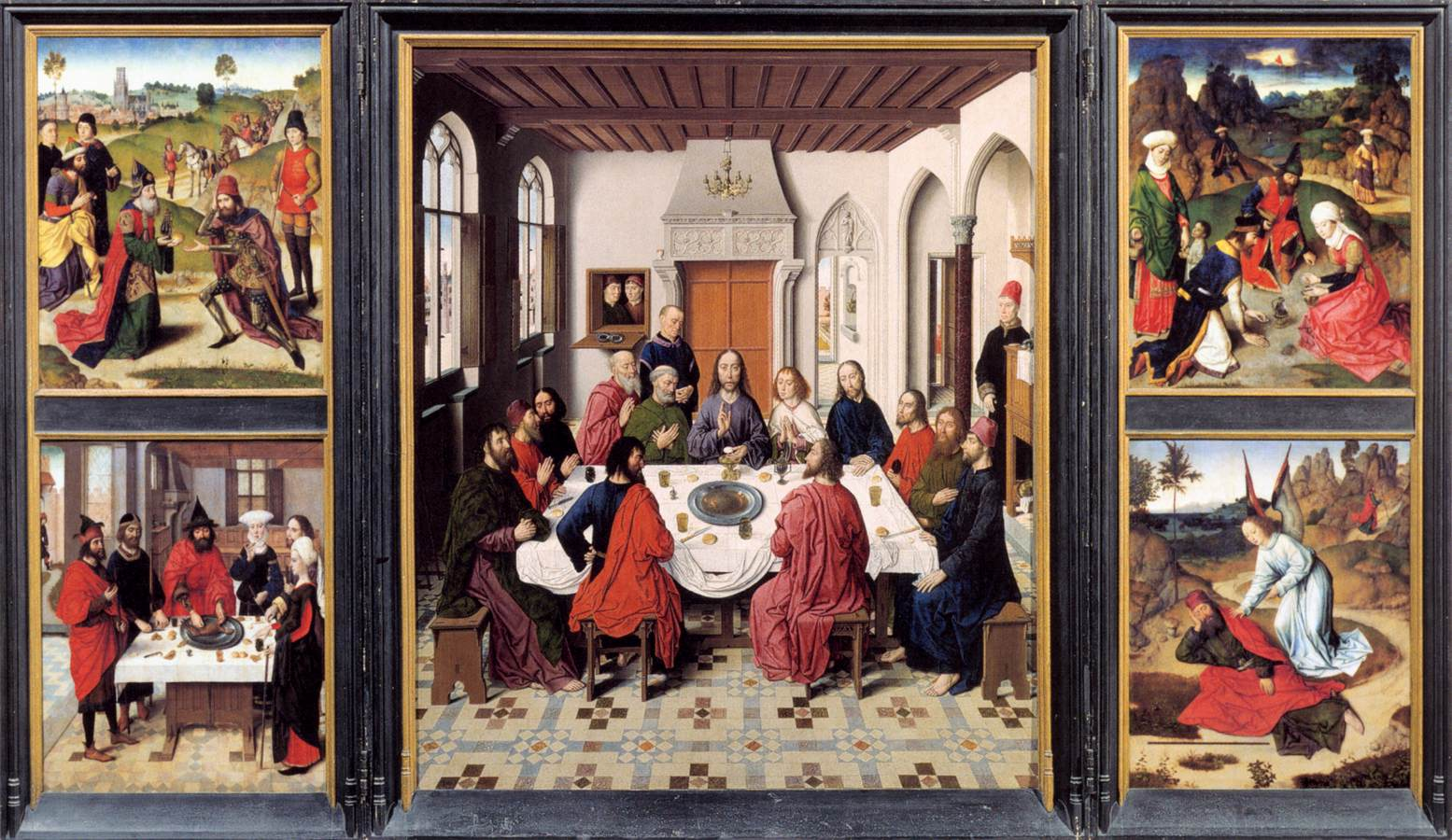
Trittico dell'Ultima Cena, Dirk Bouts, 1464-68.
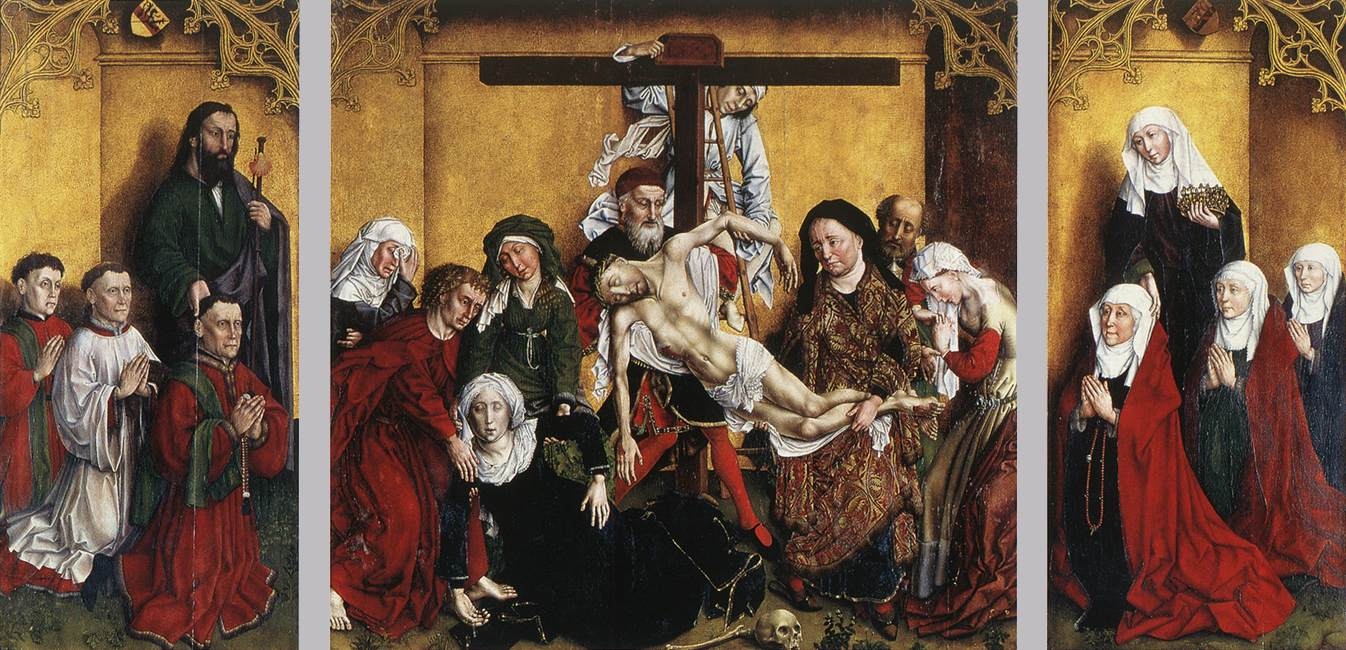
Trittico della Deposizione, copia del XV secolo del Maestro del trittico di Edelheere dall'originale di Rogier van der Weyden.
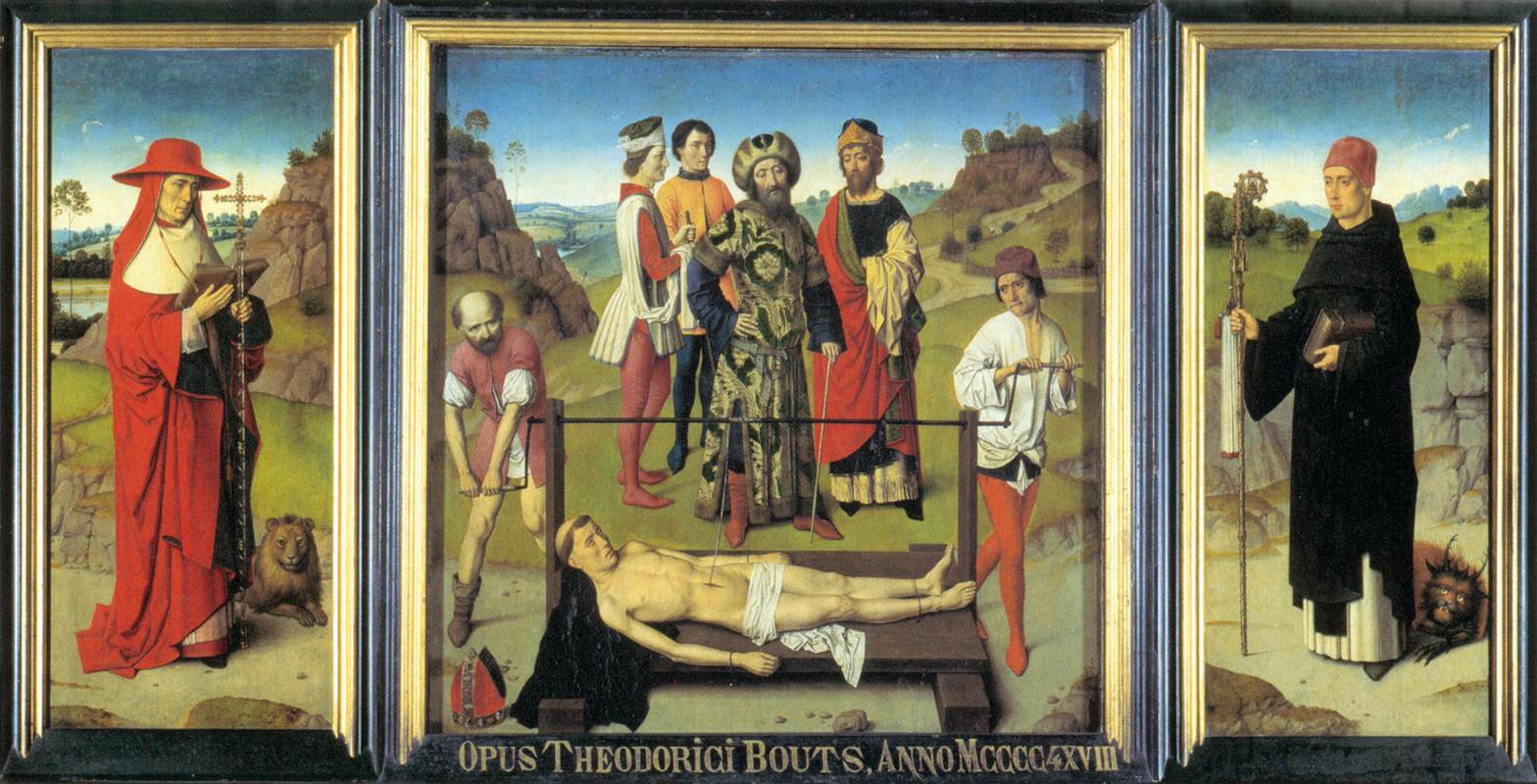
Trittico del Martirio di Sant'Erasmo, Dirk Bouts, 1458.
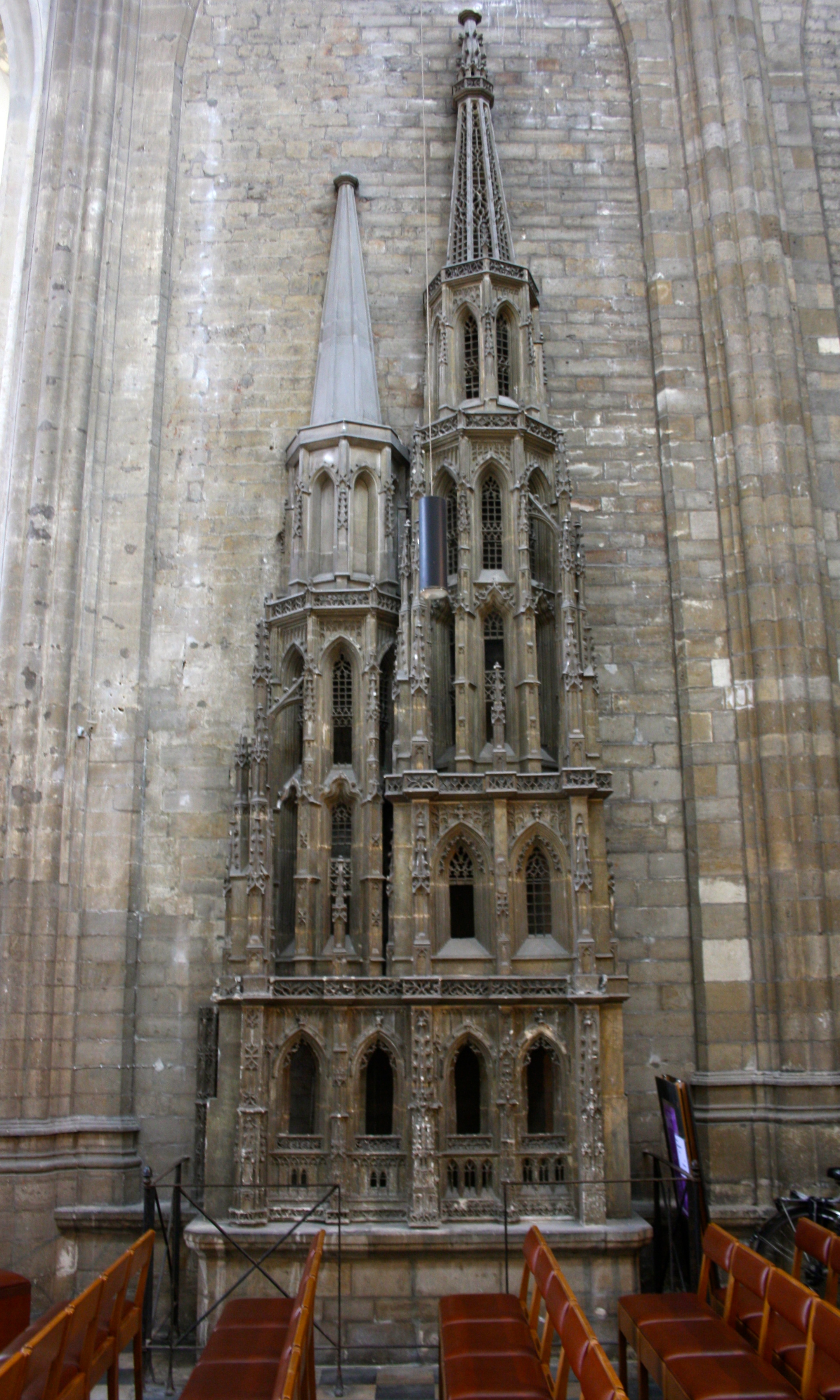
modellino in pietra del progetto per l'innalzamento delle torri sulla facciata, scolpito da Gille Steurbout, XV secolo.
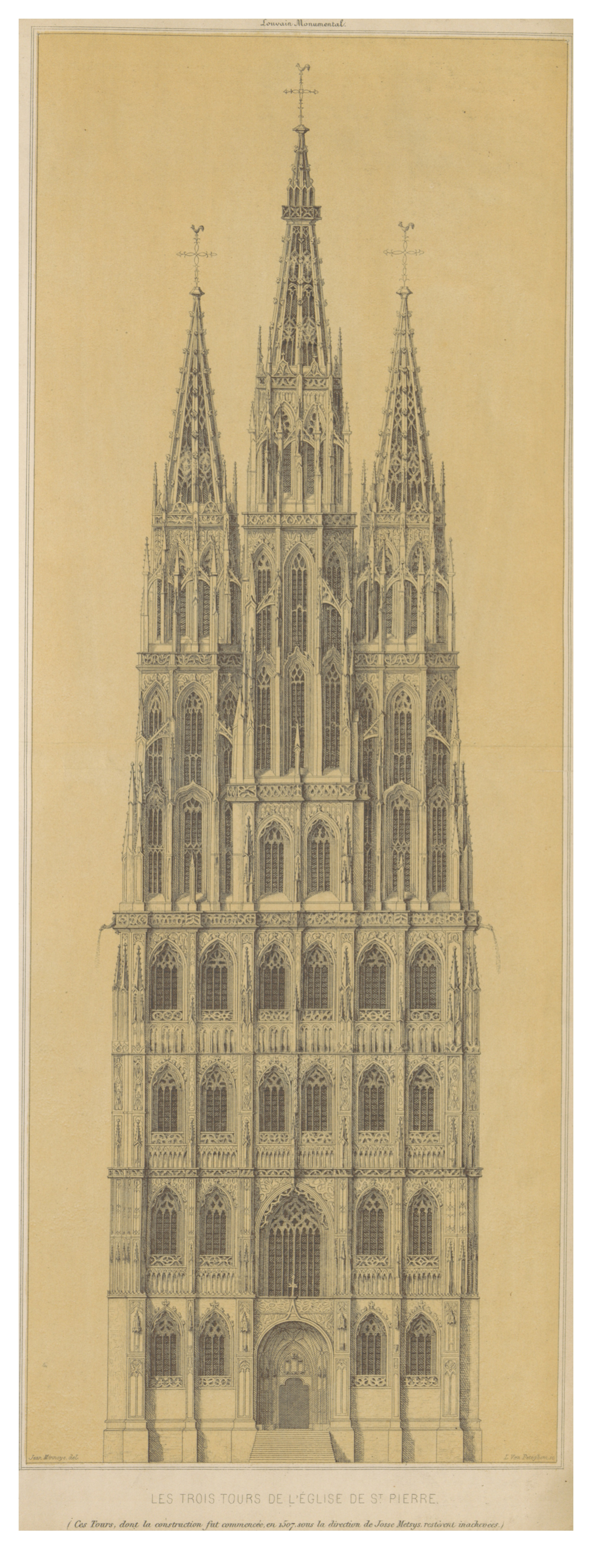
Disegno del 1507 della facciata,